# 산타크로체

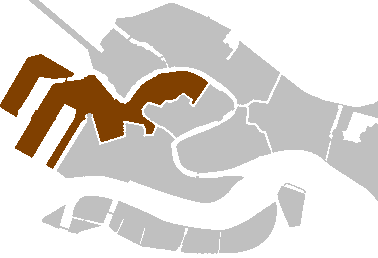
산타크로체

산타크로체(Santa Croce)는 이탈리아 베네치아의 세스티에레 (구) 중 하나이다.